# VdB 152
vdB 152 è una nebulosa a riflessione visibile nella costellazione di Cefeo.
La sua posizione si individua circa 4° ad est di Alfirk (β Cephei), in una regione ricca di nebulose oscure e campi stellari, posta sul bordo meridionale del Cepheus Flare; al suo interno si trova una stella bianco-azzurra di sequenza principale, BD+69 1231, di magnitudine 9,29, la cui radiazione imprime ai gas circostanti un colore nettamente azzurrognolo. La stella si trova sull'estremità più meridionale di una nebulosa oscura dall'aspetto cometario, con una lunga chioma che si disperde in direzione nord. Nella parte settentrionale della nube si trova LDN 1217, una nube molto densa in cui la presenza di diverse sorgenti di radiazione infrarossa fanno pensare alla presenza di fenomeni di formazione stellare. La distanza della struttura è stimata sui 400 parsec (circa 1300 anni luce).